# جيزبرغرية فارونيشية
جيزبرغرية فارونيشية (الاسم العلمي: Giesbergeria voronezhensis) هي نوع من البكتيريا، سلبية الغرام، تتبع جنس الجيزبرغرية.